# 李丙吉
李 丙吉（イ・ビョンギル、朝鮮語: 이병길、1905年（光武9年 / 明治38年）1月12日　- 1950年12月28日）は、日本の官僚、実業家。位階は正四位。爵位は侯爵。本貫は牛峰李氏。

## 経歴
1905年に李恒九男爵の長男として生まれた。李完用の次男が恒九であり、丙吉は孫にあたる。その後、李完用の長男である李升九の養子に入り、1926年に（大正15年）に李完用が死去すると、侯爵を襲爵した。学習院高等科を卒業し、1927年（昭和2年）京都帝国大学に入学。1931年（昭和6年）に帝大を卒業し、朝鮮総督府学務局編集嘱託を経て、1934年（昭和9年）に宮内省式部職御用掛に任命された。1939年（昭和14年）から国民精神総動員朝鮮連盟参事を兼任。1941年（昭和16年）に退官し、朝鮮総督府中枢院参議に任命された。興亜報国団常任委員などを兼任。実業界では1940年（昭和15年）に朝鮮生命保険株式会社取締役、東亜合同木材株式会社取締役に就任。翌年には江原薬業株式会社取締役、京城建物株式会社代表取締役に就任した。1943年（昭和18年）に国民総力朝鮮連盟評議員に任命され、北青鉄山株式会社取締役、江原生薬株式会社取締役、江原林業株式会社取締役に就任し、1945年（昭和20年）には朝鮮生命徵兵保険株式会社取締役に就任した。
光復後の1949年に反民族行為特別調査委員会に逮捕され、懲役2年執行猶予5年・全羅北道に所有していた林野の2分の1を没収される判決を受けた。1950年に死去。2004年に韓国で成立した日帝強占下反民族行為真相糾明に関する特別法によって、親日反民族行為者に認定された。

## 栄典
- 1940年（昭和15年）8月15日 - 紀元二千六百年祝典記念章[3]